# NGC 4330
NGC 4330 је спирална галаксија у сазвежђу Девица која се налази на NGC листи објеката дубоког неба.
Деклинација објекта је + 11° 22' 7" а ректасцензија 12h 23m 17,0s. Привидна величина (магнитуда) објекта NGC 4330 износи 12,4 а фотографска магнитуда 13,1. NGC 4330 је још познат и под ознакама UGC 7456, MCG 2-32-20, CGCG 70-39, IRAS 12207+1138, VCC 630, FGC 1423, PGC 40201.